# Testudinella brevicaudata
Testudinella brevicaudata är en hjuldjursart som beskrevs av Yamamoto 1951. Testudinella brevicaudata ingår i släktet Testudinella och familjen Testudinellidae. Inga underarter finns listade i Catalogue of Life.